# Stanisław Gryziecki
Stanisław Gryziecki (ur. 1849 w Pruchniku, zm. 24 lutego 1911 w Krakowie) – duchowny rzymskokatolicki, dziekan, kanonik, proboszcz rzeszowski.

## Życiorys
Urodził się w 1849 w Pruchniku. W Przemyślu ukończył gimnazjum i studia teologiczne w Seminarium Duchownym. W 1874 otrzymał święcenia kapłańskie. Od 1874 był wikariuszem w Samborze, a od 1878 przez 14 lat katechetą gimnazjalnym w Rzeszowie. W 1892 został proboszczem w Rzeszowie. Od 1906 był dziekanem dekanatu Rzeszów. Pełnił mandat radnego rady miejskiej i powiatowej w Rzeszowie, zasiadał w radzie szkolnej. Był przewodniczącym wydziału Kasy Oszczędności w Rzeszowie. Udzielał się w działalności charytatywnej. Był przełożonym Zgromadzenia św. Wincentego a Paulo.
Otrzymał wyróżnienie Rochettum et Mantolettum. W 1898 został odznaczony Krzyżem Kawalerskim Orderu Franciszka Józefa.
Zmarł 24 lutego 1911 w Krakowie. Został pochowany w Rzeszowie 27 lutego 1911.